# Rumah Berhala Tow Boo Kong Butterworth
Rumah Berhala Tow Boo Kong Butterworth is een taoïstische tempel in de Maleise plaats Butterworth, Penang. Deze tempel is gewijd aan de taoïstische godin Doumu.
Het oorspronkelijke tempelgebouw werd in de jaren zeventig van de 20e eeuw gebouwd. Het werd in 1975 officieel met religieuze riten geopend. In 1994 kwam het tempelcomité tot het besluit om de tempel te slopen en een veel groter tempelcomplex daarvoor in de plaats te bouwen. In 2008 werd het volledig nieuwe tempelcomplex geopend voor bezoekers.
Rumah Berhala Tow Boo Kong Butterworth bestaat uit diverse gebouwen, waaronder drie tempelhallen en een grote paifang die de toegang van het tempelcomplex markeert.
De eerste hal heet Hal van het Godenvolk (眾神殿). Het centrale beeld is dat van Doumu. Andere Godheden die hier vereerd worden zijn Nanchen Xingjun, Beidou Xingjun, Jiuhuangdadi, Datuk van de Oostelijke Zee, Taisuiye, Xuantianshangdi en Sun Wukong.
De tweede hal heet Hal van de Heilige Deugd (聖德殿). Deze hal wordt als het meeste spiritueel en meest heilig van alle drie de hallen gezien. Jaarlijks wordt hier de verjaardag van Jiuhuangdadi groots gevierd. Deze hal is alleen toegankelijk voor mensen die spiritueel hoog zijn.
De derde hal is de Hal van Doumu (斗母娘娘殿). Hier staan de beelden van Doumu, Nanchen Xingjun en Beidou Xingjun. Het kleurige houten altaar is versierd met afbeeldingen van de draak, de feniks, de kip, de leeuw en de tijger.